# Carausius insolens
Carausius insolens är en insektsart som beskrevs av Brunner von Wattenwyl 1907. Carausius insolens ingår i släktet Carausius och familjen Phasmatidae. Inga underarter finns listade.